# Engel (группа)
Engel — шведская группа из Гётеборга, исполняющая мелодичный дэт-метал. В настоящее время сотрудничает с лейблом Season Of Mist. Основана в 2004 году.

## История
Группа была образована в 2004 году, участниками из разных команд: Маркусом Санессоном (Marcus Sunesson: The Crown), Никласом Энгелином (Niclas Engelin: Passenger, Ex-Gardenian, In Flames), вокалистом Манганом Клавборном (Mangan Klavborn: Headplate), барабанщиком Джимми Олауссоном (Jimmy Olausson: Ex-Marionette) и бас-гитаристом Стивом Дреннаном (Steve Drennan: Locus) как сольный проект каждого из них.
C 2004 по 2005 годы группа записывала материал для своего первого демо. Уже к 2005 году совместными усилиями и независимо от лейбла группа выпустила свою первую демозапись, которая содержала 4 демоверсии будущих песен. Также группа записала клип на одну из композиций — Someone Died (And Made You God).
В следующем, 2006 году, группа записала своё второе демо, содержащее ещё 5 новых и одну старую записи будущих композиций. Благодаря читателям немецкого журнала «Rock Hard» это демо 2006 года было избрано победителем в номинации «Best Unsigned Bands 2006». В качестве приза группе было дозволено открыть Rock Hard Festival в 2006 году. После этого группу покинул бас-гитарист Robert Hakemo, его заменил Michael Håkansson.
Подписав контракт с SPV GmbH/Steamhammer Records, Engel перезаписали несколько старых и записали несколько новых песен, и уже 31 октября 2007 года они выпустили свой первый альбом Absolute Design. В качестве поддержки альбома группа гастролировала по Европе в течение октября-ноября 2007 года с такими группами, как Amon Amarth и Dimmu Borgir. В конце осени вместе с Atreyu они провели тур по Европе, который завершился 2 декабря. 11 декабря того же года Engel приняли участие в мероприятии в Лондоне, организованном журналом «Metal Hammer» под названием: «Get in the Ring», вместе с британскими группами: Evile и Viking Skull и с норвежской группой Goat the Head.
Осенью 2008 года в рамках тура «Close Up» Engel играют в Скандинавии вместе с Dark Tranquillity и Dead By April. Затем в том же году группу покинул бас-гитарист Michael Håkansson, заменил его Steve Drennan.
ВВ 2009 году Niclas Engelin гастролировал с In Flames, чтобы заменить их гитариста Джеспера Стремблёда (Jesper Strömblad). В июле 2009 года Engel поучаствовали на фестивале «Arvika» и 1 августа — на фестивале «Wacken Open Air».
Второй полноформатный альбом Engel Threnody был выпущен в Японии 7 апреля 2010 года. Продюсером стал знаменитый Tue Madsen, который тогда также участвовал в создании альбома для Dark Tranquillity — We Are The Void. Первый сингл с альбома — Sense the Fire, премьера которого состоялась на Bandit Rock 8 мая 2009 года — был выпущен на компиляции станции «Bandit Rock № 1». Видеоклип на песню производства P. A. Nilsson размещён на сайте Engel 8 июля 2009 года. В феврале 2010 года вышел второй сингл с Threnody — «To the End». 12 августа 2010 года группу покидает барабанщик Daniel «Mojjo» Moilanen, на его место пришёл Jimmy Olausson, ранее игравший в группе «Marionette». В сентябре Engel объявили, что группа подписала контракт с французским лейблом Season of Mist, который затем — 8 ноября в следующем году — выпустил «Threnody» в Европе с новым трек-листом и двумя бонусными, ранее не выпускавшимися композициями, — «Six Feet Deep» и «Burn».
В сентябре 2011 года группа Föreställningen Hell совместно с хором Hellmans Drengar выступила на Lorensbergsteatern в Гётеборге. В связи с этим был выпущен сингл с ещё не вышедшего альбома «Blood of Saints» на песню «In Darkness» — «Hell», возглавивший список шведского рока Itunes.
В середине 2012 года Engel выступили на нескольких фестивалях в Европе и провели свой первый самостоятельный тур. В конце 2012 года Engel гастролировали в Швеции и Финляндии. 9 ноября группа объявила, что Magnus «Mangan» Klavborn покидает группу в ходе нынешнего тура, на его временную замену пришёл вокалист из Twelvestep Sänger Lennart Nilsson.

## Состав

### Текущий состав
- Mikael Sehlin — Вокал (с 2013 г.)
- Niclas Engelin — Гитара (с 2005 г.)
- Marcus Sunesson — Гитара (с 2005 г.)
- Steve Drennan — Бас-гитара (с 2008 г.)
- Oscar Nilsson — Ударные (с 2014 г.)

### Бывшие участники
- Magnus «Mangan» Klavborn — Вокал (2005—2012)
- Daniel «Mojjo» Moilanen — Ударные (2005—2010)
- Robert Hakemo — Бас-гитара (2005—2006)
- Johan Andreassen — Бас-гитара (2006)
- Michael Håkansson — Бас-гитара (2006—2008)

### Основатели
- Marcus Sunesson — Гитара
- Niclas Engelin — Гитара
- Mangan «Magnus» Klavborn — Вокал
- Jimmy Olausson — Ударные
- Steve Drennan — Бас-гитара

## Жанр
Общий жанр и стиль по звучанию можно охарактеризовать как: «Modern Melodic Death Metal».

## Дискография
| Название                | Год выпуска | Лейбл                                  |
| ----------------------- | ----------- | -------------------------------------- |
| Demo 2005               | 2005        | Независимо от лейбла                   |
| Demo 2006               | 2006        | Независимо от лейбла                   |
| Absolute Design         | 2007/2008   | SPV/Steamhammer Records                |
| Threnody                | 2010/2011   | SPV/Steamhammer Records/Season Of Mist |
| Sence the Fire (Single) | 2010        | SPV/Steamhammer Records                |
| To the End (Single)     | 2010        | SPV/Steamhammer Records                |
| Hell                    | 2011        | Независимо от лейбла                   |
| Songs for the Dead (EP) | 2012        | Season Of Mist                         |
| Blood Of Saints         | 2012        | Season Of Mist                         |
| Raven Kings             | 2014        | Gain/Sony                              |
| Abandon All Hope        | 2018        | Gain/Sony                              |

## Музыкальные клипы
За всю свою историю, Engel записали девять видеоклипов, один из которых — неофициальный:
- «Someone Died (And Made You God)» — не официальный клип
- «Casket Closing»
- «Next Closed Door»
- «Calling Out»
- «Six Feet Deep»
- «Sence the Fire»
- «Question Your Place»
- «Frontline»
- «Salvation»